# آل عيسى

تعديل مصدري - تعديل

آل عيسى هي إحدى قرى عزلة القارة بمديرية رصد التابعة لمحافظة أبين، بلغ تعداد سكانها 181 نسمة حسب تعداد اليمن لعام 2004.